# 町並み保存

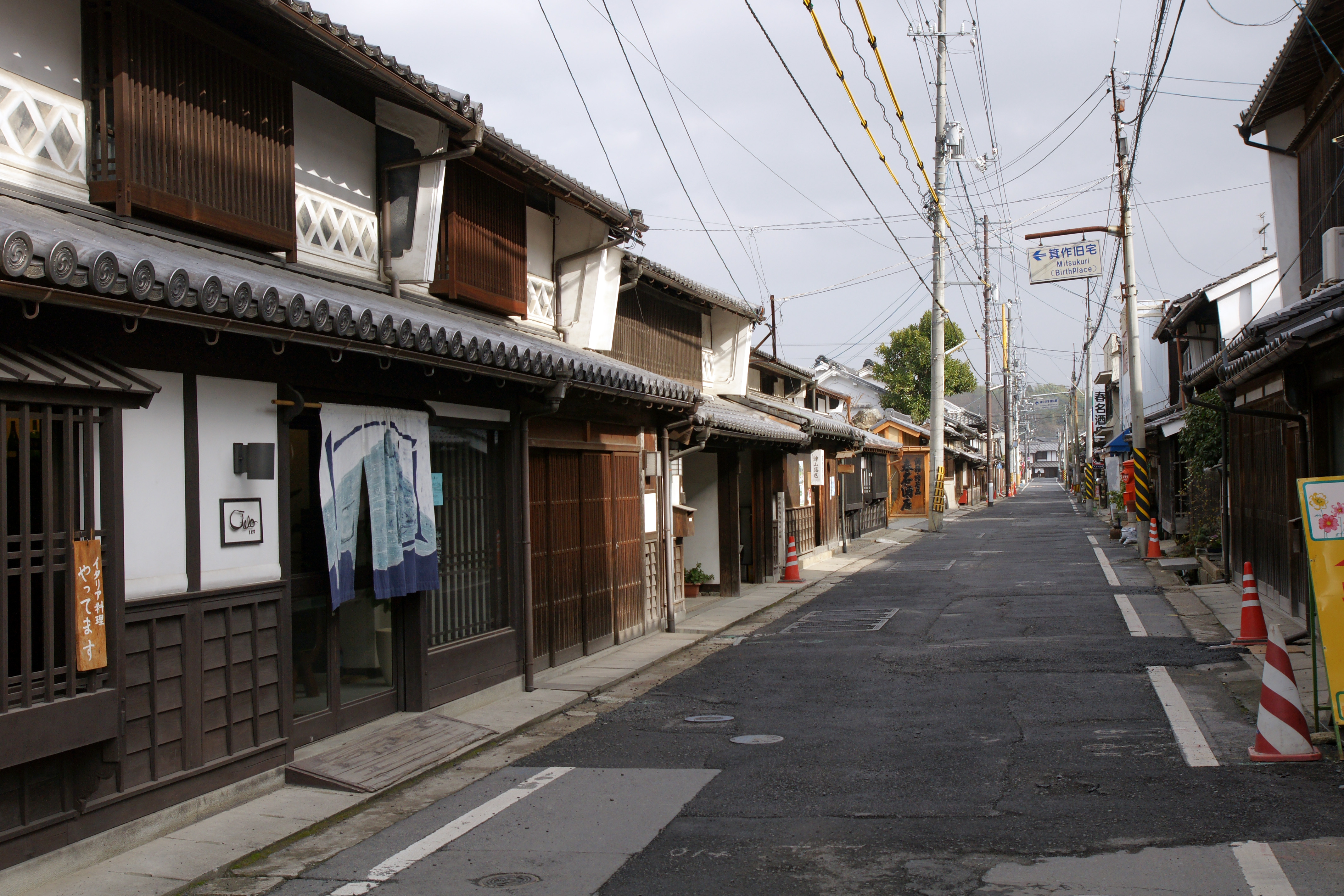
城東町並み保存地区（岡山県津山市）

町並み保存（まちなみほぞん）とは、複数の歴史的・伝統的建造物等が残り、それらが連続して建ち並ぶ景観（町並み）を保存する事業・活動のことである。その事業・活動の対象となる区域は町並み保存地区等と呼ばれる。地域ならではの個性や魅力を再生させ、あわせて住民の生活環境を整備することを目的とする。
通常は江戸時代に町の骨格が形成され、幕末から明治・大正時代に建てられた建築がある程度残っている町並みを「歴史的町並み」という。しかし、明治期に西洋化する中で生まれた神戸や長崎、函館などの町並みも保存の対象とされる。
保存の方法には対象地区（町並み保存地区）を指定または選定する、国選定重要伝統的建造物群保存地区によるもの、都道府県や市町村等の時報公共団体による景観条例などにより対象地区を指定する伝統的建造物群保存地区・町並み保存地区等があるほか、民間有志によるもの（町並み保存会を結成するなど）や民間団体により町並み保存運動・活動を展開するなどがある。